# Andrzej Maksymilian Fredro (1859–1898)
Andrzej Maksymilian Maria Fredro hrabia herbu Bończa (ur. 1 lutego 1859, zm. 28 sierpnia 1898) – ziemianin, poeta, austriacki szambelan od 1883, porucznik rezerwy 2 p. ułanów CK Armii od 1880. Honorowy obywatel miasta Komarno w 1897.
Właściciel dóbr Rudki, Beńkowa Wisznia, Jatwięgi, Podhajczyki w powiecie rudeckim oraz Nikłowice, Orchowice, Kościerzyna i Hołodówka w powiecie mościskim.
Syn Jana Aleksandra i Marii Mier (1839-1862); wnuk Aleksandra, polskiego komediopisarza. 30 czerwca 1892 ożenił się z Felicją Marią Szczepańską. Małżeństwo było bezdzietne.